# Jar of Hearts
Jar of Hearts è il singolo di debutto della cantante statunitense Christina Perri, pubblicato il 27 luglio 2010 su etichetta discografica Atlantic Records come primo estratto dall'album in studio lovestrong..
Il brano è inoltre contenuto nell'EP  The Ocean Way Sessions e ha goduto di successo globale, collocandosi entro le prime dieci posizioni nelle classifiche di Australia, Finlandia, Irlanda e Regno Unito e venendo certificato sestuplo disco di platino negli Stati Uniti, dove ha raggiunto invece la diciassettesima posizione.

## Tracce
Testi e musiche di Christina Perri, Drew Lawrence e Barrett Yeretsian.
1. Jar of Hearts – 4:06

## Classifiche

### Classifiche settimanali
| Classifica (2011) | Posizione massima |
| ----------------- | ----------------- |
| Australia         | 2                 |
| Austria           | 3                 |
| Belgio (Fiandre)  | 78                |
| Canada            | 21                |
| Finlandia         | 4                 |
| Germania          | 5                 |
| Irlanda           | 2                 |
| Nuova Zelanda     | 39                |
| Paesi Bassi       | 79                |
| Regno Unito       | 4                 |
| Repubblica Ceca   | 3                 |
| Slovacchia        | 26                |
| Stati Uniti       | 17                |
| Svizzera          | 5                 |

### Classifiche di fine anno
| Classifica (2011) | Posizione |
| ----------------- | --------- |
| Australia         | 16        |
| Canada            | 78        |
| Irlanda           | 8         |
| Regno Unito       | 11        |
| Stati Uniti       | 55        |